# Atassut
Atassut (Groenlands voor Saamhorigheid) is een liberale partij in Groenland, en is een partner van de Deense partij Venstre. Atassut staat sceptisch tegenover een mogelijke onafhankelijkheid en is voorstander van handhaving van de huidige autonomie binnen het Rijksverband met Denemarken en de Faeröer.
Vanaf het begin van de autonomie in 1979 tot 1999 was Atassut bij alle verkiezingen een van de twee grootste partijen, daarna heeft ze duidelijk invloed verloren. In 2014 kwam ze met het aantal stemmen niet verder dan de 5e plaats.  In het verleden gold ze als de meest pro-Deense partij; tegenwoordig steunt ze de autonomie. De rol van vertegenwoordiger van de Deenssprekende Groenlanders heeft ze aan de in 2002 opgerichte Demokraatit verloren. Ook het economisch beleid heeft de partij duidelijk veranderd: van een rechts-liberale positie is ze opgeschoven naar links en is voorstander geworden van steun aan privé-ondernemingen in de landbouw. 
Bij de verkiezingen voor het parlement in 2005 kreeg de partij 19,1 % van de stemmen en 6 van de 31 zetels. Ze vormde een coalitie met Siumut en Inuit Ataqatigiit. In 2009 kreeg ze 10,9% van de stemmen, verloor drie zetels en zit sindsdien in de oppositie. In 2013 verloor de partij opnieuw en hield in het parlement nog twee zetels over.